# Sapage de réputation
Le sapage de réputation est une attitude délibérée et soutenue visant à nuire à la réputation ou à mettre en cause la crédibilité d'une personne. Cette notion peut aussi s’appliquer à des groupes sociaux ou à des institutions.
Les initiateurs de ce sapage emploient une combinaison de procédés, déployés au grand jour ou en secret, pour arriver à leur but, comme répandre de fausses accusations, semer et entretenir des rumeurs ou encore manipuler des informations.
Le sapage de réputation se réalise sous forme d'attaques. Celles-ci peuvent prendre de nombreuses formes, telles que des insultes, des discours, des pamphlets, des campagnes de publicité ou des mèmes diffusés sur Internet. Il peut s'appuyer sur des  exagérations, des demi-vérités trompeuses ou autres manipulations des faits pour donner une image biaisée de la personne ciblée. C'est une forme de diffamation qui peut servir d'argument ad personam.
Ces attaques ont pour objectif d'isoler les individus, de faire en sorte qu'ils soient rejetés par leur communauté professionnelle ou par leur environnement social ou culturel. Ce travail de sape peut s'assimiler à un anéantissement de la vie sociale de l'individu, car les dommages subis peuvent durer toute une vie et même, pour certains personnages historiques, après leur mort.
Le terme anglais de character assassination est devenu populaire vers 1930. C'est devenu un concept académique, introduit par Jerome Davis (en) (1950) dans son recueil d'essais sur les dangers des campagnes de diffamation politique. Six décennies plus tard, Icks et Shiraev (2014) ont remis le terme au gout du jour et ravivé l'intérêt des universitaires en abordant et en comparant divers évènements de sapage de réputation de personnages historiques.

## Description
Les sapages de réputation sont par définition intentionnels : ils ont pour but de nuire à la réputation d'un individu aux yeux des autres. Porter atteinte à la réputation d'une personne accidentellement, par exemple par une remarque irréfléchie, ne rentre pas dans le cadre du sapage de réputation. Puisqu'elles concernent la réputation, ces attaques sont aussi, par définition, de nature publique. Insulter quelqu'un en privé ne relève pas non plus du sapage de réputation.
Chaque destruction de réputation implique invariablement cinq aspects ou ressorts : l'attaquant, la cible, le ou les médias, l'audience et le contexte. Cette dernière catégorie peut faire référence au système politique dans lequel les attaques se produisent, à l'environnement culturel, au niveau de technologie ou à tout autre facteur déterminant le type d'attaque.
De nombreuses attaques contre la personnalité ont lieu dans la sphère politique, notamment lors de campagnes électorales. Cependant, le phénomène ne se limite pas à ce milieu. Des chefs religieux, des scientifiques, des athlètes, des stars ou autres personnages publics peuvent en être victimes.
Par ailleurs, le sapage de réputation ne semble pas lié à un milieu culturel donné mais être plutôt un phénomène quasi universel, que l'on peut trouver dans de nombreux pays — voire dans la plupart d'entre eux — à différentes époques.

## Études
Icks et Shiraev (2014) abordent plusieurs cas en science politique pour expliquer les motivation de l'assassinat de réputation du point de vue de l'attaquant. Ils pensent que la motivation de l'attaquant est généralement axée sur l'intention de détruire psychologiquement la cible ou d'en réduire l'aura et ses chances de succès dans une compétition politique. Par exemple, pendant les élections, les attaques sont souvent utilisées pour influencer les électeurs indécis, créer un doute chez les électeurs tentés par le vote ou prévenir la défection de leurs partisans. Ces attaques deviennent donc un moyen efficace de manipuler les électeurs. Ils facilitent également le repositionnement de électeurs initialement acquis dans les rangs des indécis ou de l'électorat flottant.
Fondamentalement, une attaque contre l'image de quelqu'un, sa réputation ou contre une marque dépend de la perception des auditoires visés. Par exemple, des études dans le domaine du raisonnement motivé montrent que les consommateurs sont très sélectifs vis-à-vis de ce qu’ils considèrent comme des informations "crédibles", préférant accepter ce qui est le plus conforme aux attitudes, attentes ou actions attestées, telles que ce qu'a voté le candidat. Le modèle de traitement "hybride" suggère que les électeurs structurent leurs impressions sur le candidat ou leur réponse à une attaque contre l'image du candidat par deux types d'informations : actualisées ou ad-hoc. L'anxiété ou un état émotionnel d'indécision et de tension, peut provoquer des changements d'attitude du consommateur.
Le sapage de réputation devrait également être abordée en relation avec les études d'image. En situation de crise, des organisations et des dirigeants sont particulièrement vulnérables aux attaques par le biais de contrôles pointilleux et de critiques questionnant leur légitimité ou leur responsabilité sociale. Leur réputation est ensuite jugée par le tribunal de l'opinion publique, qui se concentre sur des principes affichés publiquement, tels que l'éthique, des valeurs sociales ou politiques ou encore des convictions culturelles ou religieuses. L'acceptation ou le rejet d'un candidat nécessite que celui-ci soit compatible avec les éléments d'image connus. La théorie de la communication de crise situationnelle (en) (SCCT) s'applique particulièrement dans ce cas, tant en contextes organisationnels que politiques. La théorie suggère que le niveau de menace sur la réputation varie selon que le public pense que c'est l'organisation a provoqué la crise, selon l'historique de la crise et l'image qu'avait le public (ou les électeurs, les actionnaires etc.) de l'organisation avant la crise.

## Caractérisation des sapages de réputation
Les sapages de réputation peuvent être classées selon différents critères. Lorsque nous les considérons en termes de hiérarchie, nous pouvons distinguer les attaques horizontales et verticales. Les premières font référence à une situation dans laquelle l'attaquant et la cible ont à peu près le même pouvoir et les mêmes ressources (par exemple, un candidat à la présidence en dénigrant un autre) ; les seconds à une situation dans laquelle il existe une grande disparité de pouvoir et de ressources entre l’attaquant et la cible (par exemple, des opposants politiques contre un dictateur).
Lorsque nous considérons le moment où s'effectue la destruction de réputation, nous pouvons distinguer les attaques en temps réel et les attaques post-mortem, selon que la cible est vivante ou non au moment de l'attaque. Les attaques post-mortem sont souvent menées pour discréditer la cause ou l'idéologie du défunt. Par exemple, les biographies de Staline, Reagan et Gandhi sont constamment scrutées à des fins de discrédit de leur héritage.
Au cours d'une campagne politique, on relève souvent des attaques contre la personnalité directes ou indirectes. Ces attaques dans l'instant sont généralement opportunistes par opposition à d'autres, qui consistent en une lente instillation de poison avec des objectifs à long terme. C'est ainsi que les années 1960, le célèbre auteur et dissident russe Alexandre Soljenitsyne était accusé d'être un traitre, un collaborateur nazi, un mouchard et un agent de renseignement rémunéré par l'étranger.

## Narcissisme
Selon D. Thomas, le sapage de réputation est une tentative intentionnelle, généralement de la part d’une personne narcissique ou de ses codépendants, d’influencer la représentation que l'on se fait de la personne ou la réputation de cette personne de manière que les autres en tirent une perception négative ou peu attrayante. Cela implique généralement une manipulation des faits, la propagation de rumeurs et une désinformation délibérée pour donner une image biaisée de la personne ciblée, par des critiques injustifiées ou excessives.
Il faut cependant noter que le fait d'étiqueter ou de diagnostiquer un individu comme "narcissique" peut également être utilisé comme une façon d’attaquer quelqu’un, dans la mesure où les connotations négatives associées à ce terme en font un moyen efficace de stigmatisation.

## Psychopathie au travail
Les auteurs du livre Snakes in Suits: Quand les psychopathes vont au travail propose un modèle en cinq phases pour décrire comment un psychopathe typique du milieu professionnel grimpe les échelons et conserve son pouvoir. En phase quatre (phase de confrontation), le psychopathe utilise des techniques de sapage de réputation pour parvenir à ses fins.

## En politique
En politique, le sapage de réputation s'inscrit généralement dans une campagne de dénigrement délibérée et préméditée afin de nuire à la réputation et à la crédibilité d'une personne ou d'un groupe. Le but de telles campagnes est de décourager ou d’affaiblir la base de soutien de la cible. Un autre objectif est de forcer la cible à réagir en investissant temps, énergie et ressources. Selon le Washington Post, cette méthode d’action politique a été utilisée de façon exacerbée par les républicains . Bush a alimenté des rumeurs durant les primaires républicaine selon lesquelles son principal adversaire, John McCain, avait été le père d'un enfant "illégitime" avec une Afro-Américaine. Bien avant cela, selon l'historien Rick Shenkman, auteur de Presidential Ambition :  Gaining Power at Any Cost la pratique remonte à la troisième élection présidentielle, lors de laquelle Thomas Jefferson, a dû combattre des accusations selon lesquelles il avait eu des enfants avec l'une de ses esclaves. 
Le sapage de réputation est aussi une façon de conduire une campagne négative. Aux USA, l'opposition research consiste à recueillir des informations sur une personne afin de pouvoir la discréditer. 
Une campagne de dénigrement consiste à utiliser des informations fausses ou déformées. Des scandales peuvent être montés en épingle pour compromettre une personne en l'impliquant dans un évènement négatif de manière infondée ou abusive.
Les dénigrements impliquent souvent des attaques ad personam sous forme d'insinuations, d’allégations invérifiables, de demi-vérités ou même carrément d'authentiques mensonges. Les campagnes de dénigrement sont souvent propagées par la presse et des sites web à scandales. Même lorsqu'il a été démontré que les allégations étaient infondées, la tactique est néanmoins efficace, car la réputation de la cible reste ternie quelle que soit la vérité. Les attaques ad personam permettent également de détourner l'attention du sujet abordé. La victime du dénigrement est détournée de son propos et doit se défendre en corrigeant les informations malveillantes, au lieu de traiter le sujet en question.
Les techniques usuelles de campagne à charge consistent à présenter un adversaire comme quelqu'un de trop indulgent envers les criminels, de malhonnête, corrompu voire dangereux pour la nation. Une tactique consiste à reprocher au camp adverse d'avoir mené une campagne à charge. C'est une façon de se mettre en avant en présentant l'adversaire ou sa politique sous un angle négatif plutôt que de souligner ses propres qualités ou positions politiques.
Saper la réputation d'un adversaire peut avoir des avantages politiques. Lors des audiences pour la nomination de Clarence Thomas à la Cour suprême des États-Unis, des partisans ont affirmé que tant Clarence Thomas qu'Anita Hill étaient victimes de sapage de réputation.

## Dans les régimes totalitaires
L’effet d’un sapage de réputation impulsé par un individu n’est pas équivalent à celui d’une campagne menée par l’État. La destruction de réputation par la puissance publique, favorisée par la propagande politique et des mécanismes culturels, peut avoir des conséquences de plus grande portée. L’un des premiers signes qu'une société est prête à laisser faire en toute impunité des crimes (ou même des massacres) est qu’un gouvernement favorise ou encourage directement une campagne contre la dignité ou la réputation de communautés ou d'adversaires et que le public accepte ces allégations sans poser de questions. Les campagnes de dénigrement s'en prenant à la réputation des groupes ciblés est souvent le prélude à un déchainement de violence pour les anéantir. Une campagne officielle de déshumanisation précède généralement l'agression physique des victimes.

## International Society for the Study of Character Assassination
La Société internationale pour l'étude de l'assassinat de réputation (ISSCA pour International Society for the Study of Character Assassination) est spécialisée dans les études et recherches universitaires sur la manière dont les attaques ou assassinats de réputation qui se produisent tant dans l'histoire qu'à l'époque contemporaine.
En juillet 2011, des universitaires de neuf pays se sont réunis à l'Université de Heidelberg, en Allemagne, pour débattre de « l'art du dénigrement et de la diffamation dans l'histoire et aujourd'hui ».
Ils ont formé un groupe de travail pour étudier les assassinats de réputation à travers les âges. Le groupe comprenait des historiens, des politologues et des psychologues politiques.

## Le laboratoire de recherche sur les assassinats de réputation et la politique de la réputation (CARP)
Fondé en 2016 en coopération avec l'ISSCA, le laboratoire CARP regroupe des chercheurs dans les domaines de la psychologie, de l'histoire, de la communication ou des relations publiques.
Avec des chercheurs de l'Université George-Mason, de l'Université de Baltimore et de l'Université d'Amsterdam, l'équipe CARP concentre ses efforts sur trois axes principaux : la recherche d'exemples historiques et contemporains d'assassinats de réputation ; des formations académiques ou publiques sur les causes, les impacts et la prévention des assassinats de réputation et l'évaluation des risques pour déterminer les vulnérabilités et les stratégies de prévention pour les personnalités publiques soucieuses de leur réputation. Le site web Mason CARP présente des données sur le laboratoire et ses activités. Le laboratoire CARP publie en outre un blog et est affilié au Global Informality Project, une ressource en ligne de premier plan consacrée aux secrets du monde, aux règles non écrites et aux pratiques cachées, présenté globalement comme des « moyens de faire avancer les choses ». Cette collection globale et croissante de pratiques informelles cachées mais puissantes est rendue possible grâce à la collaboration remarquable de spécialistes des cinq continents.
En 2017 et 2019, le CARP a organisé deux conférences internationales qui ont accueilli de nombreux chercheurs et universitaires américains et internationaux étudiant différents aspects du sapage de réputation. Les délibérations et le rapport de la conférence CARP 2017 « L'assassinat de réputation en théorie et en pratique » sont disponibles sur le site web Mason,.
La conférence CARP 2019 « Assassinat de réputation et populisme : défis et réponses » a présenté un apport déterminant de la part de praticiens de la gestion de crise, du journalisme et des relations publiques. L'évènement a attiré des chercheurs de vingt pays à travers le monde.
En 2019, le laboratoire CARP a publié son premier manuel intitulé « Manuel Routledge sur l'assassinat de réputation et la gestion de la réputation ».

## Dans les médias
Le  Washington Post considère que le parti républicain va très loin dans la pratique du sapage de réputation et que Donald Trump pousse les choses encore plus loin. 

### Traduction
- (en) Cet article est partiellement ou en totalité issu de l’article de Wikipédia en anglais intitulé « Character assassination » (voir la liste des auteurs).